# Pantaleo Corvino
Pantaleo Corvino (né le 12 décembre 1949) est un directeur de football italien qui travaille actuellement à Lecce.

## Carrière
Après la mort de son père, il est contraint d'interrompre sa carrière de joueur et devient sous-officier.
Ses débuts dans la gestion ont commencé dans sa petite ville, Vernole (Lecce). Il a ensuite travaillé pour Scorrano avant de rejoindre Casarano en Serie C1, se tournant ainsi vers le football professionnel. Au cours de son séjour de 10 ans là-bas, il a signé Fabrizio Miccoli.
Il a été directeur sportif de US Lecce de 1998 à 2005, acquérant une réputation de recruteur et de recruteur de nouveaux talents tels que les attaquants Javier Chevantón, Valeri Bojinov (qu'il a découvert à l'âge de 14 ans alors qu'il jouait pour Pietà Hotspurs ), Mirko Vučinić et le milieu de terrain Cristian Ledesma.. En juin 2000, il était sur le point de recruter le joueur bulgare Dimitar Berbatov, qui connaîtrait plus tard une carrière réussie. Corvino a déclaré dans une interview  que Berbatov avait déjà subi un examen médical, mais qu'au moment de signer le contrat, la décision s'est effondrée, probablement à cause d'une autre demande  du joueur lui-même.
Il est dans les livres de la Fiorentina depuis 2005. À la Fiorentina, il a notamment signé Zdravko Kuzmanović, Stevan Jovetić, Pablo Daniel Osvaldo, Felipe Melo, Juan Manuel Vargas, Artur Boruc, Luca Toni, Alberto Gilardino, Adrian Mutu.
En mars 2012, Fiorentina a officiellement déclaré que le contrat de Pantaleo Corvino ne serait pas renouvelé. Avant de retourner à Lecce, il a travaille aussi pour Bologna.